# Club Deportivo Guadalajara
|  | Aquest article tracta sobre Club Deportivo Guadalajara mexicà. Vegeu-ne altres significats a «Club Deportivo Guadalajara (Espanya)». |

El Club Deportivo Guadalajara és un equip professional de futbol de la Primera Divisió de Mèxic, la seva seu és a la ciutat de Guadalajara, a l'estat de Jalisco.
Va ser fundat el 8 de maig del 1906 i els seus colors són el vermell i el blanc. El club és conegut popularment com a las Chivas Rayadas del Guadalajara i és un dels més famosos de Mèxic, amb 11 títols de lliga és el club que més vegades ha guanyat el campionat mexicà. El seu estadi, anomenat Estadio Jalisco, té una capacitat de 68.000 espectadors. Juntament amb el Club América, és l'únic equip que mai ha baixat a segona divisió (Primera Division A). La popularitat del club als Estats Units ha portat a la creació d'un club a la Major League Soccer anomenat Chivas USA. Es caracteritza pel fet que només té a la plantilla jugadors mexicans.

## Història

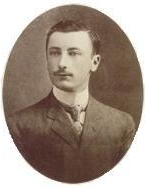
Edgar Everaert, fundador del Club Deportivo Guadalajara.

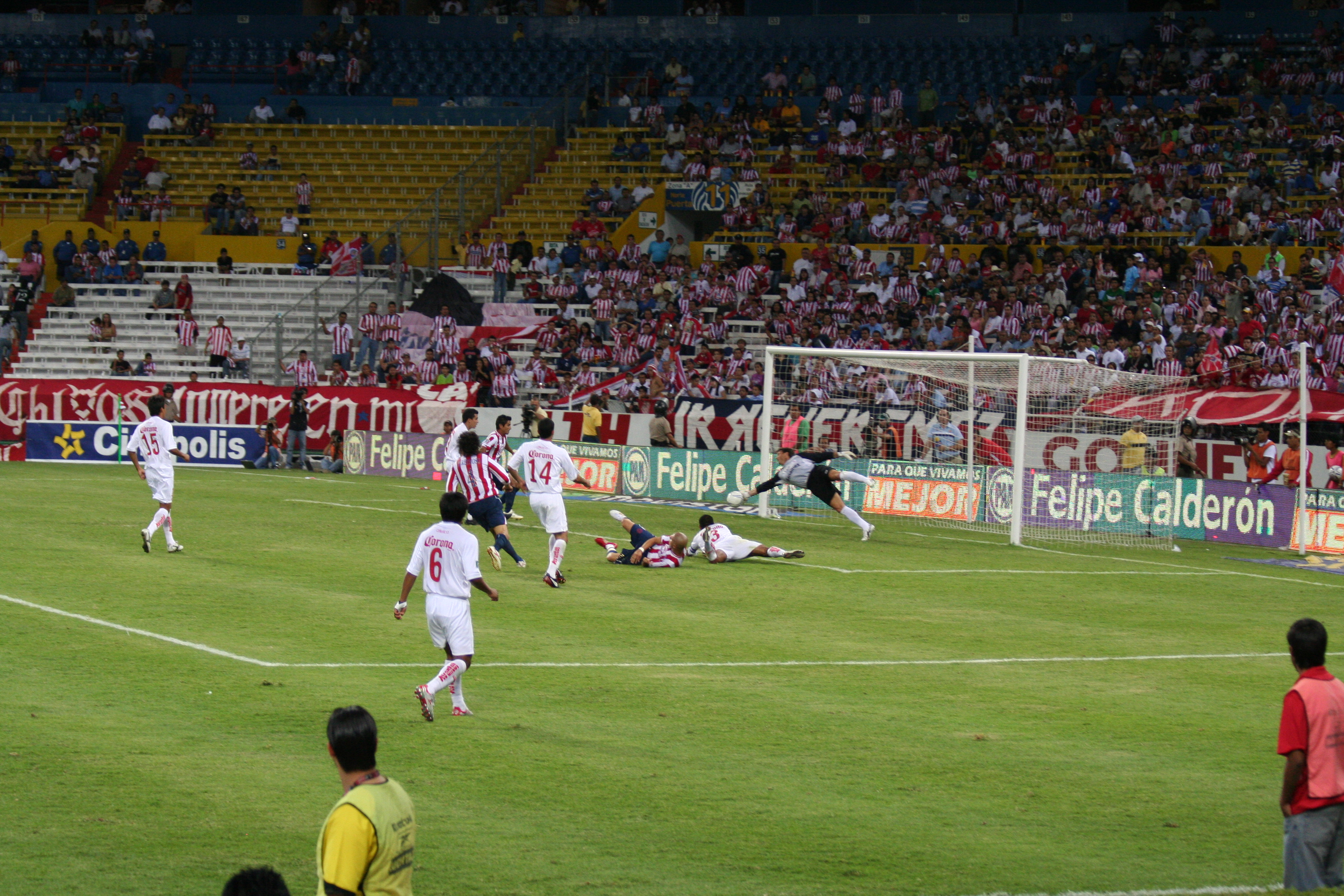
CD Guadalajara vs CD Toluca a l'Estadi Jalisco (Temporada regular 2006).

El club va ser fundat el 8 de maig de 1906 pel jove belga Edgar Everaert, amb el nom de Club de Futbol Union. El primer uniforme fou modelat a imatge del club favorit del fundador, el Club Brugge K.V.. El primers jugadors foren mexicans i francesos, molts d'ells de les Fábricas de Francia, amb Everaert d'entrenador.
L'any 1908 el club fou reanomenat Club Deportivo Guadalajara. Aquell mateix any es decidí que el club només tindria jugadors mexicans. Entre 1906 i 1943 (l'època amateur del futbol mexicà) el club guanyà 13 títols. D'aquesta època nasqué la rivalitat amb el Futbol Club Atlas. Atlas representava la classe alta i el Guadalajara la classe treballadora.
El Guadalajara fou un dels 10 fundadors de la Lliga mexicana de futbol el 1943. El 30 de setembre de 1948, durant un partit contra el CD Tampico al Parque Oro de Guadalajara, un diari local comentà que les cabres domèstiques (chivas en castellà) havien guanyat. El sobrenom començà com un insult però a poc a poc guanyà el favor dels seguidors, acabant essent el sobrenom més representatiu del club.
Entre 1950 i 1957, el Guadalajara va viure una època brillant però sempre fallà al final en la lluita pels títols. Aquest fet feu que l'equip fos conegut com Los Ya Merito. A partir de 1957 la història canvià i el club, que fou anomenat el campeonisimo, començà a guanyar títols. Les set lligues guanyades entre 1956-57 i 1964-65, formaren part del total de 23 competicions nacionals i internacionals guanyades. Una vuitena lliga la guanyà el 1969-70.
Visqué una època fosca entre 1971 i 1982, on normalment es mantingué a mitjan taula. Després de 17 anys sense guanyar la lliga, un nou títol arribà la temporada 1986-87 derrotant el Cruz Azul a la final per un agregat de 4-2. A finals dels 80 el club experimenta problemes econòmics. Els dirigents del club decidiren crear una empresa anomenada La Promotora Deportiva, que fou venuda durant 10 anys a l'empresari petroler Salvador Martinez Garza. Durant aquest període el club adoptà el sobrenom de Las Superchivas. Un nou campionat arribà el 1997, després de vèncer el Toros Neza per un agregat de 7-2. L'any 2002 acabà el període de La Promotora al capdavant del club, passant el club a mans del nou president Jorge Vergara. L'any 2006 guanyà de nou la lliga mexicana derrotant a la final el Toluca.

## Simbologia

### Escut
L'escut del Club Deportivo Guadalajara pren com a base l'escut d'armes de la Ciutat de Guadalajara, inspirat en l'estendard d'un cabdill invicte i el lleó que reflecteix l'esperit del guerrer. Aquesta imatge apareix damunt d'un cercle, a l'interior del qual del mateix figuren franges vermelles i blanques en vertical, envoltades per una banda blava en la qual es llegeix el nom «Club Deportivo Guadalajara».
«Chivas» (cabres) és l'àlies del C.D. Guadalajara. A Mèxic, és comú que els seguidors prefereixin utilitzar noms curts o àlies per referir-se a l'equip de la seva preferència. El seu origen tenia un biaix pejoratiu: després d'un partit de la Lliga Major 1948/49, els fanàtics del Club Deportivo Atlas de Guadalajara (equip rival de la mateixa ciutat) van anomenar als jugadors blanc-i-vermells «chivas brinconas». Encara que es va plantejar al principi com a insult, l'àlies va ser utilitzat per un periodista nacional per descriure el joc d'aquest equip. Des de llavors es va convertir en la seva forma més popular d'identificació, present en elements com l'himne i la mascota.

### Uniforme
Els seus colors són el vermell i el blanc, s'utilitzen ratlles verticals perquè el fundador belga Edgar Everaert va proposar usar el mateix patró que utilitzaven en el Club Brugge, al qual recolzava. Els colors socials vermell, blanc i blau estan inspirats en una equipació estudiantil d'Everaert, basada en l'escut d'armes de Bruges (vermell i blanc amb un lleó blau).
- Uniforme local: Samarreta blanca amb ratlles vermelles, pantalons blaus marins i mitges blaves marines.
- Uniforme visitant: Samarreta blava marina, pantalons vermells i mitges blaves marines.

## Palmarès

### Nacional

#### Era Amateur
- Liga Occidental: (13) 1908-1909, 1909-1910, 1911-1912, 1921-1922, 1922-1923, 1923-1924, 1924-1925, 1927-1928, 1928-1929, 1929-1930, 1932-1933, 1934-1935, 1937-1938.
- Campeón de Campeones: 1932-1933

#### Era Professional
- Lliga mexicana de futbol: (11) 1956-57, 1958-59, 1959-60, 1960-61, 1961-62, 1963-64, 1964-65, 1969-70, 1986-87, Estiu 1997, Apertura 2006
- Copa México: (2) 1963, 1970
- Campeón de Campeones: (7) 1956-1957, 1958-1959, 1959-1960, 1960-1961, 1963-1964, 1964-1965, 1969-1970
- Copa Challenger: 1961
- Copa Oro de Occidente: (4) 1954, 1955, 1956, 1960
- Copa Pre-Libertadores: (1) 1998

### Internacional
- Copa de Campions de la CONCACAF: (1) 1962
- Campionat d'Amèrica Central i Carib: 1959
- Campionat d'Amèrica del Nord, Central i Carib: 1962

## Equips filials
- CD Tapatio
- Guadalajara B
- Chivas San Rafael
- Chivas USA

## Presidents
| - 1908-1911: Rafael Higinio Orozco - 1911-1914: Gregorio Orozco - 1915-1918: Ramón J. Fregoso Corona - 1919-1922: José Fernando Espinosa - 1923-1925: Salvador Mejía - 1926-1927: Ramón J. Fregoso Corona - 1928-1928: Juan Billón - 1929-1930: Everardo S. Espinosa - 1931-1932: Salvador Mejía - 1933-1934: José Proto García - 1935-1936: José Fernando Espinoza - 1936-1937: Ramiro Álvarez Tostado - 1937-1938: José Armando Suárez - 1939-1940: J. Antonio Villalvazo - 1941-1941: Pedro Ramírez - 1941-1943: José Jesús Mendoza Gámez - 1943-1943: Donato Soltero Leal - 1944-1948: Ignacio López Hernández - 1949-1953: Fernando González Obregón | - 1954-1956: Antonio Levy Villegas - 1956-1958: Evaristo Cárdenas - 1959-1961: Federico González Obregón - 1961-1963: Alberto Esponda Macías - 1963-1967: Jorge Agnesi Deassle - 1967-1973: Enrique Ladrón de Guevara - 1973-1975: Jaime Ruiz Llaguno - 1975-1977: Evaristo Cárdenas - 1977-1983: Alfonso Cuevas Calvillo - 1983-1985: Carlos González Lozano - 1985-1988: Marcelino García Paniagua - 1988-1990: Sergio Ruiz Lacroix - 1990-1991: Francisco González - 1991-1993: Aurelio Martínez - 1993-1995: Jorge Alarcón Collignon - 1996-1999: Rafael Jazo Ceballos - 1999-2001: Ángel Francisco Cárdenas Moreno - 2002-Present : Jorge Vergara Madrigal |

## Jugadors destacats
| - Salvador Reyes - Martín Zúñiga - Juan Jasso - Javier Ledezma - Juan de Dios Ramírez Perales - José Manuel de la Torre - Eduardo de la Torre - Carlos Hermosillo - Fernando Quirarte - Javier de la Torre - Javier Valdivia - Javier Aguirre Onaindía - Luis García - Oribe Peralta - Benjamín Galindo - Claudio Suárez - Ramón Ramírez - Juan Francisco Palencia - Jamaicón Villegas - Hugo Díaz - José Concepción Rodríguez - Demetrio Madero - Ricardo Pérez - Willy Gómez | - Manuel Sol - Gustavo Nápoles - Manuel Vidrio - Alberto Coyote - José Antonio Marcos Zetter - Noe Zárate - Ignacio Vázquez - Daniel Guzmán - Luis Flores - Camilo Romero - Héctor Castro - Joel Sánchez - Ricardo Peláez - Rafael Medina - Paulo César Chávez - Juan Pablo Alfaro - Johnny Garcia - Salvador Carmona - Luis Ernesto Michel - Guillermo Mendizábal - José Martínez - Sergio Lugo - José Luis Real - Carlos Calderón | - Pedro Herrada - Israel López - Jesús Arellano - Jair Garcia - Gonzalo Pineda - Ramón Morales - Omar Bravo - Alberto Medina - Francisco Javier Rodríguez - Oswaldo Sánchez - Carlos Vela - Patricio Araujo - Omar Esparza - Carlos Salcido - Adolfo Bautista - Diego Martínez - Jonny Magallón - Omar Arellano - Héctor Reynoso - Sergio Santana - Guillermo Torres - Jaime López - Gabriel Zapiain - Ignacio Calderón |